# آنتامبوهوبه
آنتامبوهوبه (به لاتین: Antambohobe) یک منطقهٔ مسکونی در ماداگاسکار است که در ایوهیبه واقع شده‌است. آنتامبوهوبه ۹٬۰۰۰ نفر جمعیت دارد و ۷۵۵ متر بالاتر از سطح دریا واقع شده‌است.